# Bogumił Burzyński
Bogumił Burzyński (ur. 9 czerwca 1957 w Katowicach) – polski artysta rzeźbiarz i medalier.

## Biografia
Bogumił Burzyński urodził się w Katowicach 9 czerwca 1957 roku. Ukończył Liceum Sztuk Plastycznych im. Antoniego Kenara w Zakopanem. Dyplom uzyskał w 1977 roku, wykonawszy Popiersie gen. Mariusza Zaruskiego. Następnie studiował na Wydziale Rzeźby w Akademii Sztuk Pięknych w Krakowie. Od 1981 roku związany z pracownią swojego teścia Zygmunta Brachmańskiego. Studia ukończył w 1986 roku. Rzeźbiarz tworzy rzeźby pomnikowe, portretowe, aranżacje architektoniczne, jak również statuetki i medale. 
Burzyński zaprojektował, m.in.: statuetki Nagrody Korfantego oraz Nagrody Trzcienieckiego, Szczygliczka śląskiego śpiewania, Honorową Odznakę Miasta Katowic, medal „Solidarności” Okręgu Śląsko-Dąbrowskiego, medal „Zasłużony dla Żeglarstwa Polskiego”.
W 2015 Bogumił Burzyński otrzymał Nagrodę Dyrektora Centrum Edukacji Narodowej.

## Wybrane dzieła
- Pomnik księdza Adolfa Kolpinga, Dortmund (1993)[5]
- Rzeźby św. Józefa i św. Barbary, Kościół Podwyższenia Krzyża Świętego, Katowice (1999)[6]
- Pomnik Obrońców Katowic 1939 roku, Cmentarz Komunalny, Katowice-Ligota (2000)[7]
- Relief 108 błogosławionych, katowicka archikatedra (2001)[6]
- Rzeźba portretowa Zbigniewa Cybulskiego, Plac Grunwaldzki, Katowice (2004)[8][9]
- Rzeźba portretowa Karola Stryji, Plac Grunwaldzki, Katowice (2004)[8][10]
- Pomnik Świetlika, Bytom (2004)[11]
- Popiersie Richarda Holtzego, Katowice (2005)[12]
- Rzeźba portretowa Stanisława Ligonia, Plac Grunwaldzki, Katowice (2006)[8][13]
- Popiersie Antona Uthemana, Dom Kultury, Katowice-Giszowiec (2006)[14]
- Rzeźba portretowa Aleksandry Śląskiej, Plac Grunwaldzki, Katowice (2008)[8][15]
- Popiersie Stanisława Hadyny, Plac Grunwaldzki, Katowice (2009)[16]
- Pomnik Jerzego Buzka, Węgierska Górka (2013)[17]
- Rzeźba Andrzeja Urbanowicza, Plac Grunwaldzki, Katowice (2014)[8][18]
- Pomnik alpinistów, Park Kościuszki, Katowice (2015)[19]
- Pomnik Jerzego Kukuczki, AWF, Katowice (2015)[20]
- Szopka Bożonarodzeniowa (w drewnie olchowym, 2016[a])[21]
- Ławka Bolesława Szabelskiego, Katowice-Ligota (2019)[22]
- Rzeźba Bernarda Krawczyka, Plac Grunwaldzki, Katowice (2019)[8][23]
- Rzeźba portretowa Konstantego Wolnego, Dworzec Główny, Katowice (2021)[24]
- Tablica upamiętniająca Piotra Szmitke, Plac Sejmu Śląskiego, Katowice (2022)[25]

## Galeria

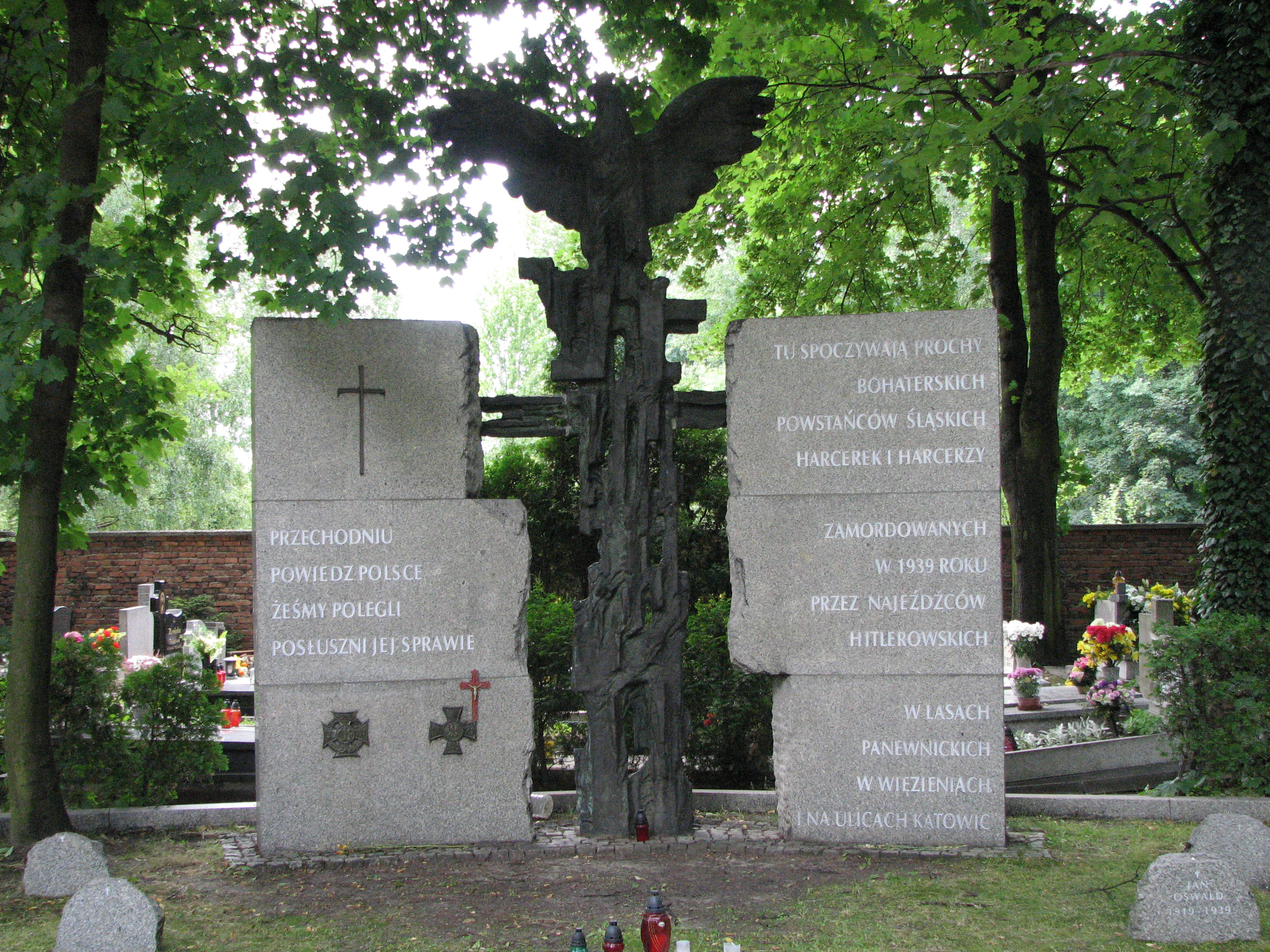
Pomnik Obrońców Katowic, Katowice-Ligota
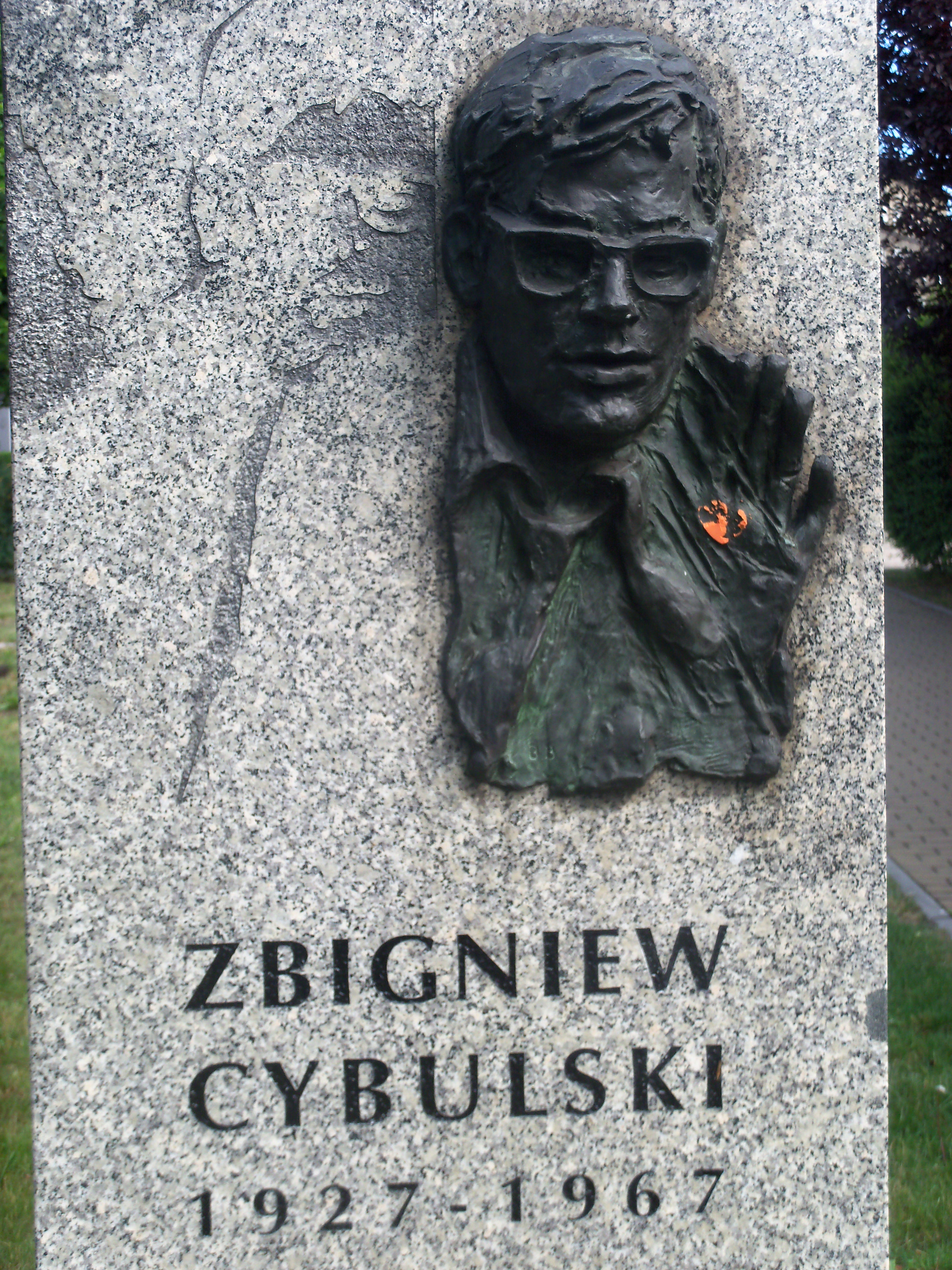
Rzeźba portretowa Zbigniewa Cybulskiego, Plac Grunwaldzki, Katowice
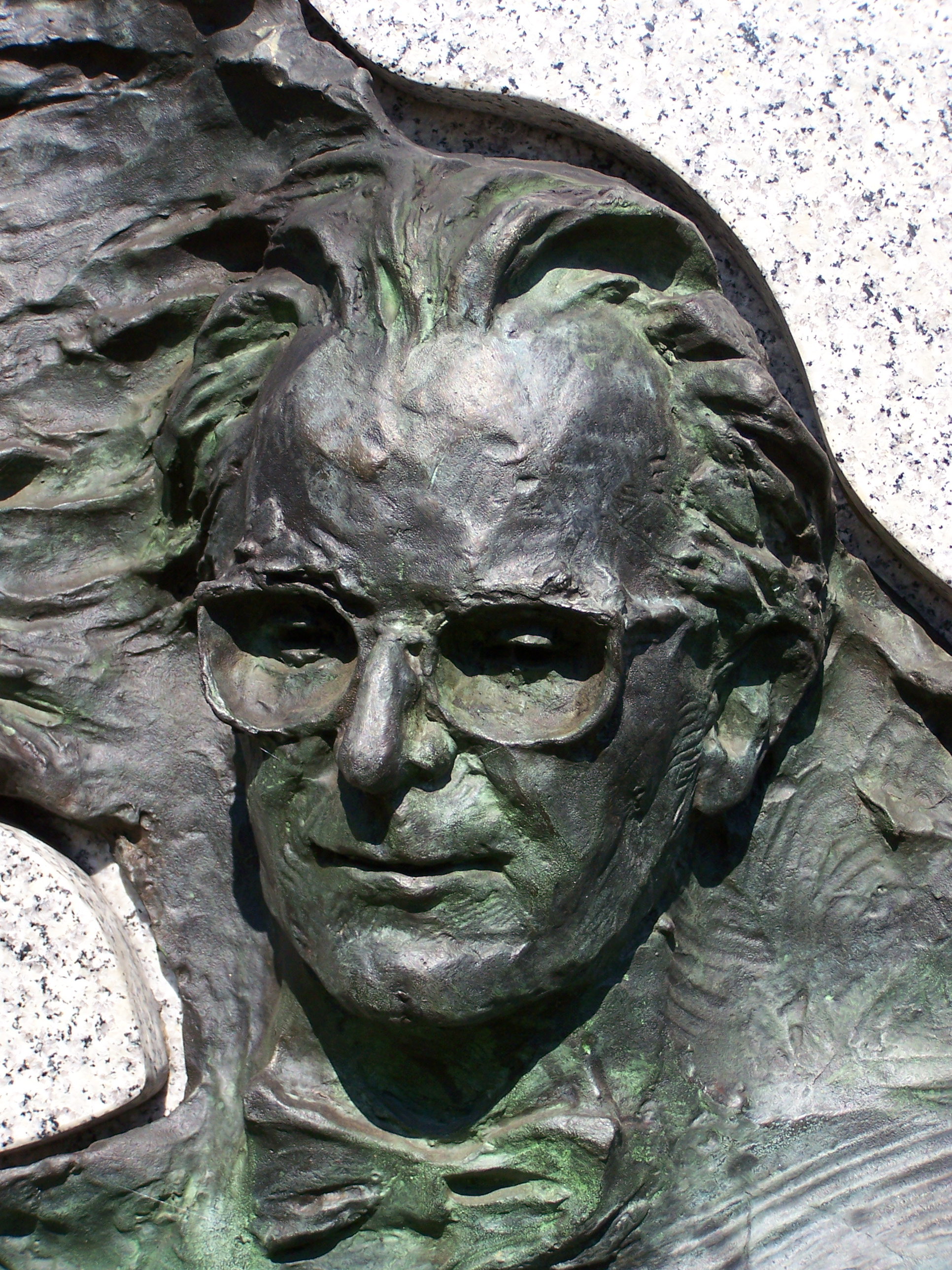
Rzeźba portretowa Karola Stryji, Plac Grunwaldzki, Katowice
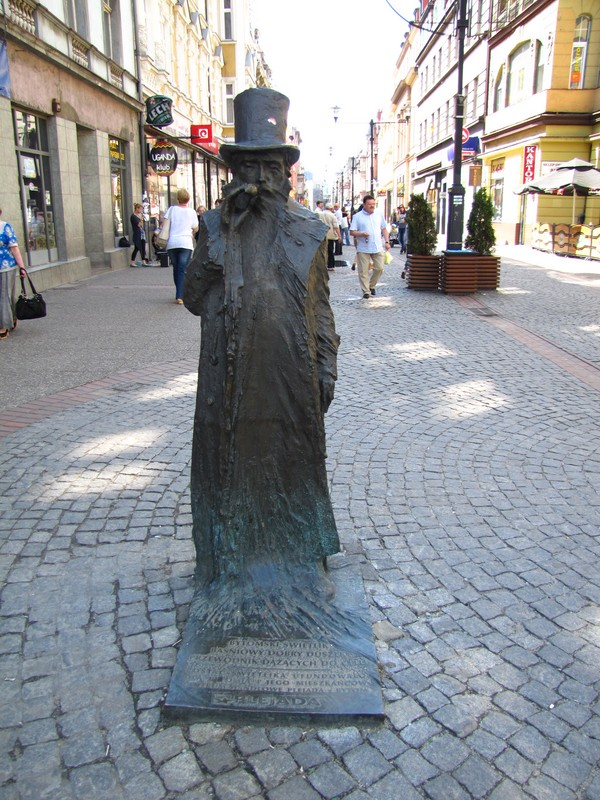
Pomnik Świetlika, Bytom
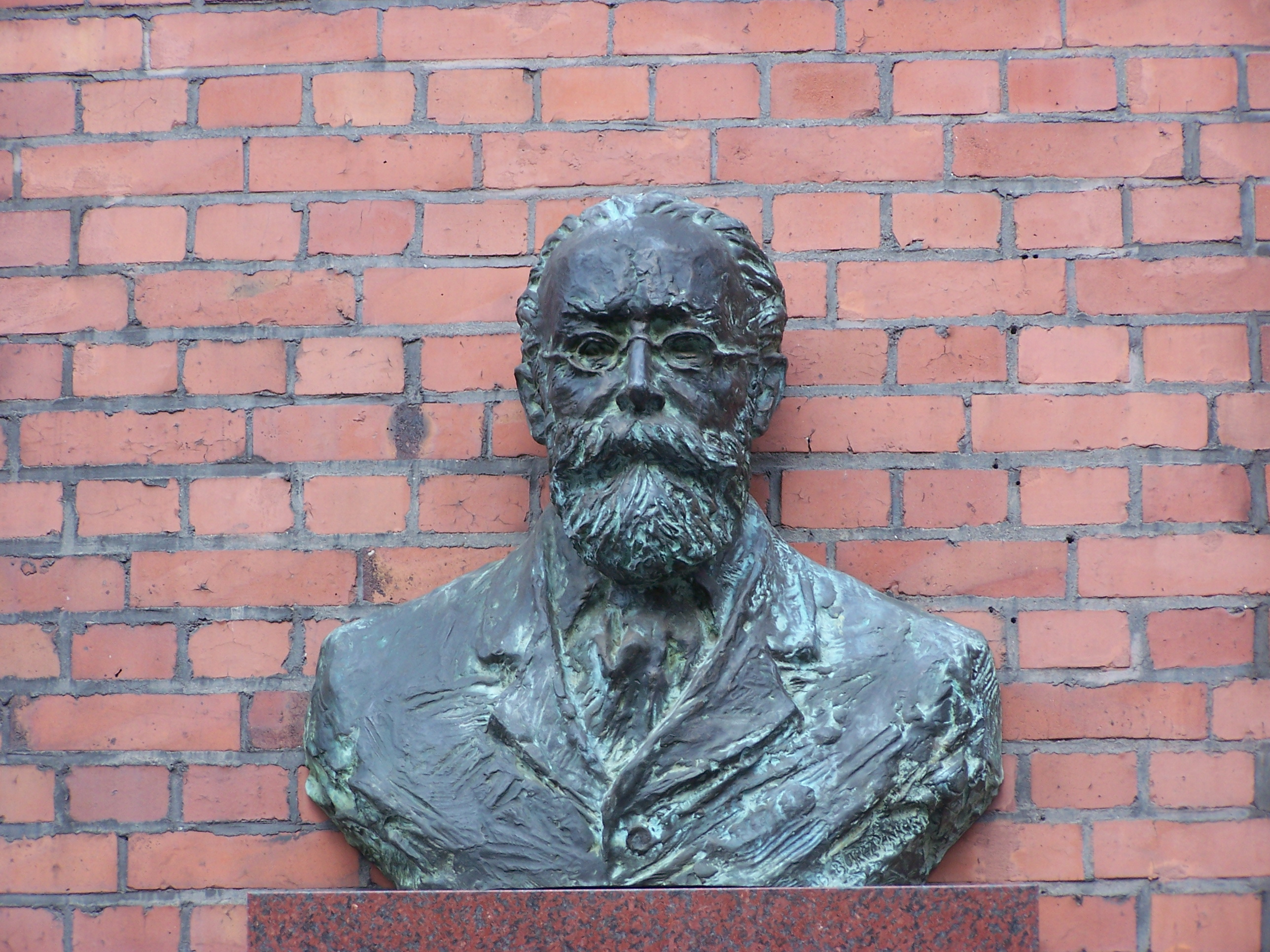
Popiersie Richarda Holtzego, Katowice
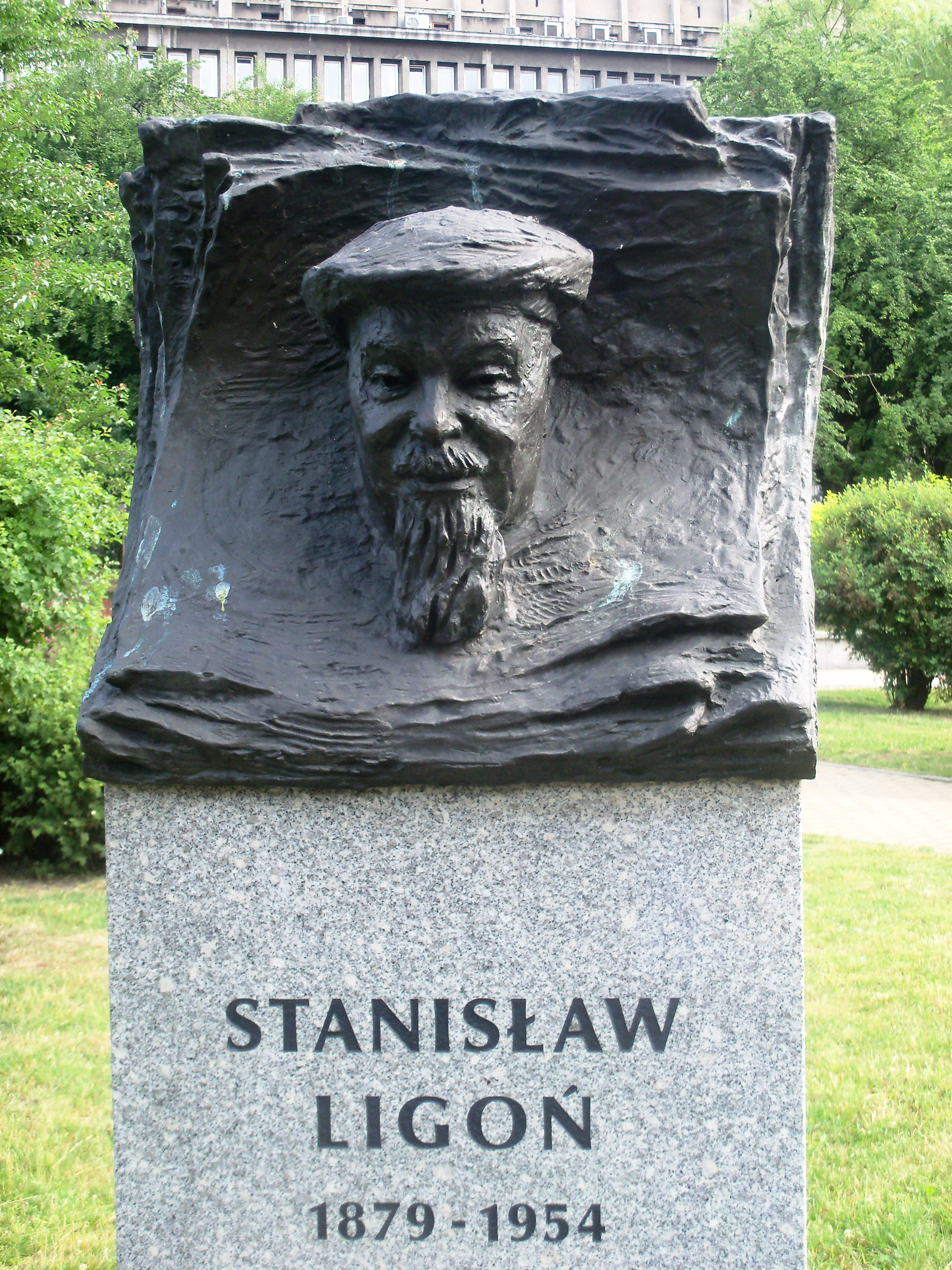
Rzeźba portretowa Stanisława Ligonia, Plac Grunwaldzki, Katowice
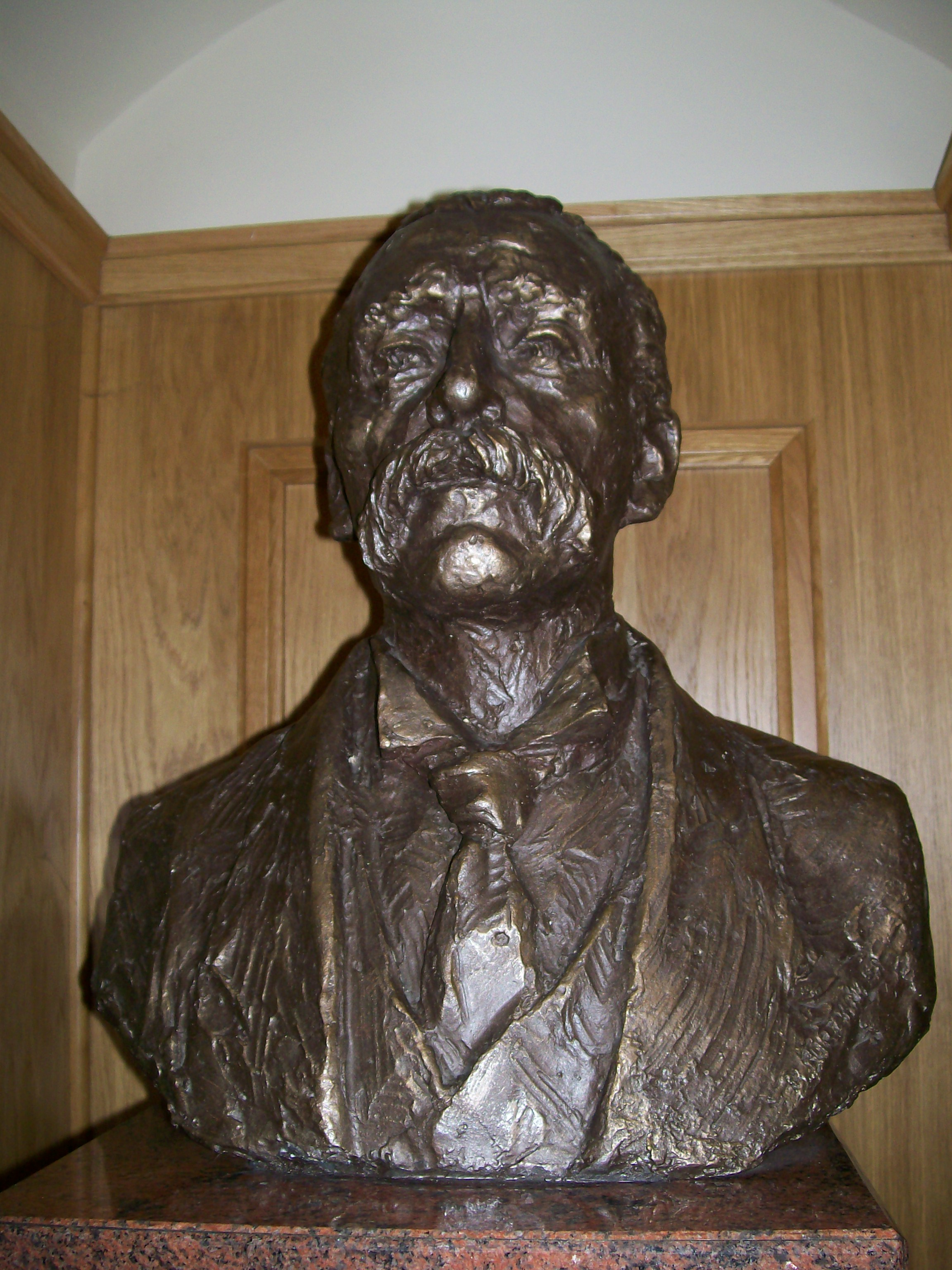
Popiersie Antona Uthemana, Dom Kultury, Katowice-Giszowiec
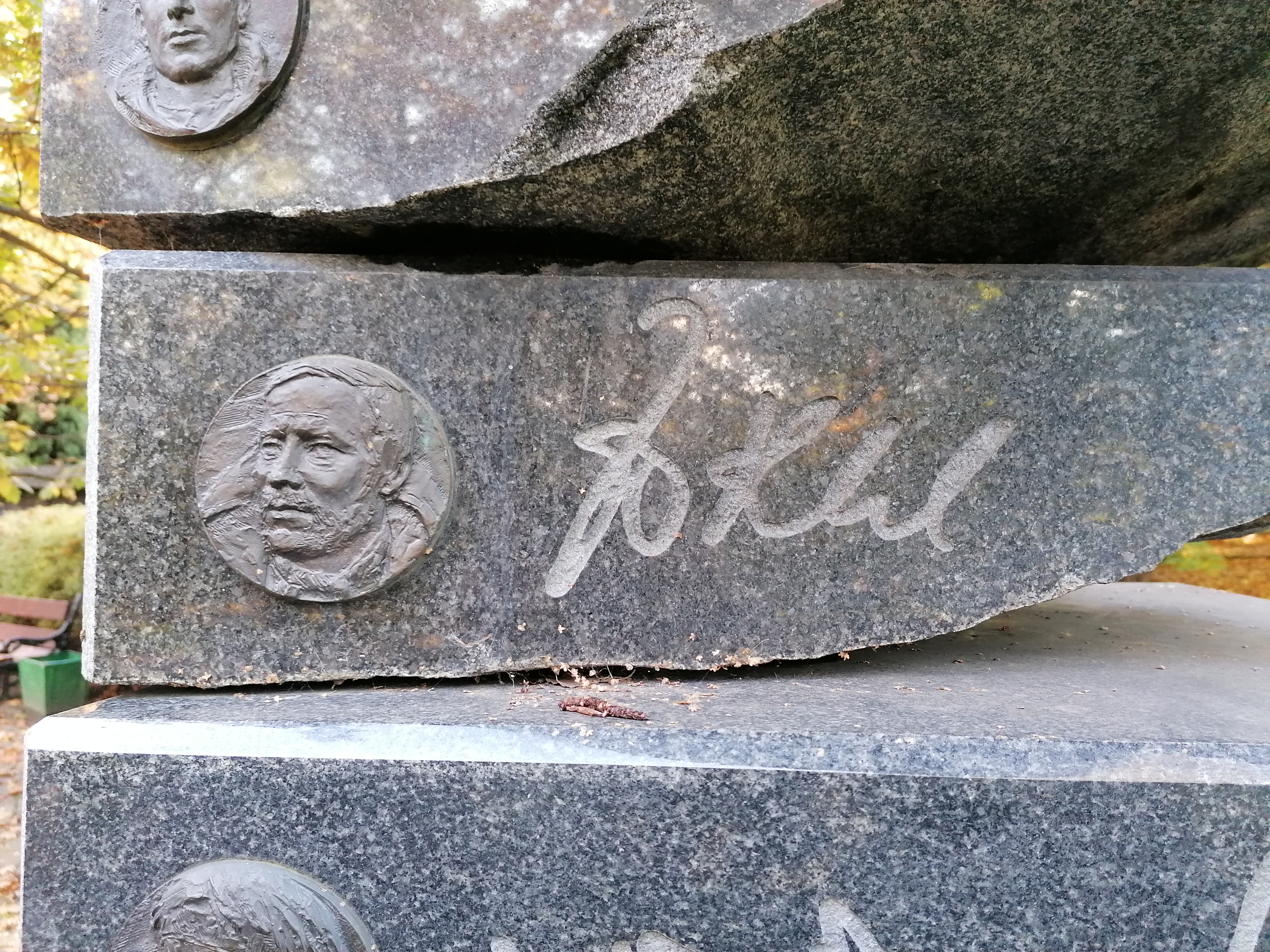
Pomnik alpinistów (fragment)
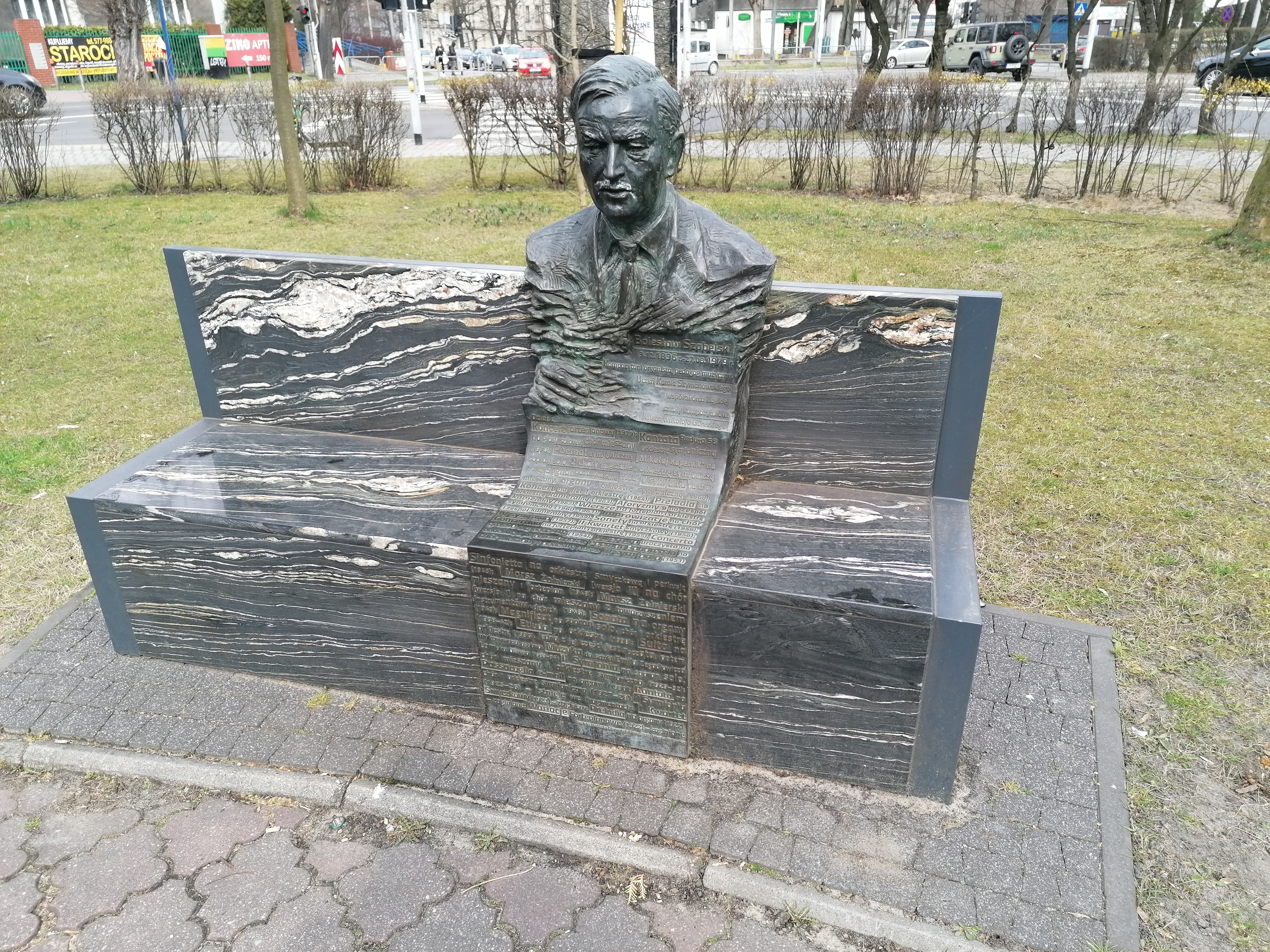
Ławka Bolesława Szabelskiego, Katowice-Ligota
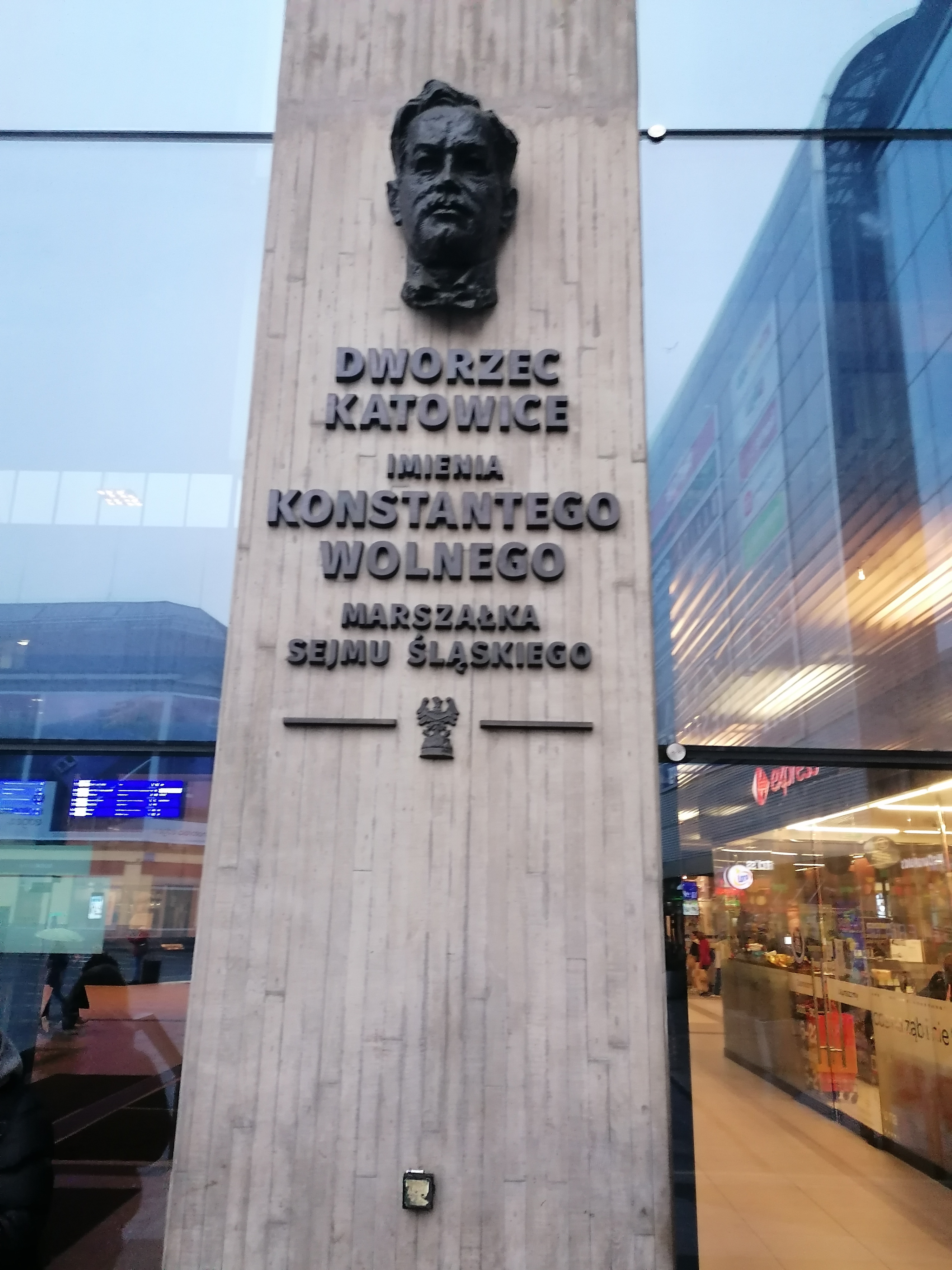
Rzeźba portretowa Konstantego Wolnego, Dworzec Główny, Katowice